# Ludwig Timon Moritz von Werder
Ludwig Timon Moritz von Werder (* 29. Juli 1780 in Halle (Saale); † 24. März 1852 ebenda) war ein preußischer Generalmajor.

## Leben

### Herkunft
Seine Eltern waren Friedrich Moritz Ludwig von Werder (1746–1784) und dessen Ehefrau Juliane Agnes, geborene von Rauchhaupt (1755–1784). Sein Vater war preußischer Kapitän und Kompaniechef im Infanterieregiment „Anhalt-Bernburg“.

### Leben
Da seine Eltern früh an Nervenfieber verstarben, kam Werder zunächst zu seinem Großvater Marquard Ludwig von Werder (1716–1788) und nach dessen Tod zu seinem Onkel, dem Oberzolldirektor Johann Karl von Werder (1751–1808). Werder wurde zunächst von Hauslehrern unterrichtet und besuchte ab September 1793 die Ritterakademie in Brandenburg an der Havel. 1794 trat er als Standartenjunker in das Kürassierregiment „von Quitzow“ der Preußischen Armee ein und avancierte bis Juli 1799 zum Sekondeleutnant. Als solcher nahm er während des Vierten Koalitionskrieges an der Schlacht bei Auerstedt sowie dem Gefecht bei Waren teil und wurde nach der Schlacht bei Lübeck inaktiv gestellt. Nach dem Frieden von Tilsit schied er am 14. November 1808 als Premierleutnant mit der alten Armeeuniform aus.
Am 7. März 1810 erhielt Werder die Erlaubnis zur Annahme der Kammerherrnstelle bei Herzog von Anhalt-Köthen. Im Jahr 1813 ging er dann als Volontär in das Jägerdetachement des Neumärkischen Dragoner-Regiments. Am 13. Februar 1814 wurde er mit Patent vom 14. Januar 1814 Stabsrittmeister der Gendarmerie und stieg bis Juni 1815 zum Rittmeister und Kreisoffizier der Gendarmerie zwischen Elbe und Weser auf.
Am 30. Dezember 1820 wurde Werder als Abteilungskommandeur in die 4. Gendarmerie-Brigade versetzt und am 30. März 1831 mit Patent vom 3. April 1831 zum Major befördert. Am 16. März 1839 folgte seine Ernennung zum Brigadier der 2. Gendarmerie-Brigade und am 19. Oktober 1841 die Beförderung zum Oberstleutnant. In dieser Stellung erhielt Werder Mitte November 1843 den Roten Adlerorden III. Klasse mit Schleife uns avancierte Ende März 1844 zum Oberst. Am 16. September 1845 bekam er den Johanniterorden und am 15. November 1845 nahm Werder unter Verleihung des Charakters als Generalmajor seinen Abschied mit Pension. Er starb am 24. März 1852 in Halle (Saale).

### Familie
Werder heiratete am 27. Oktober 1809 in Trebnitz Wilhelmine Karoline Sophie Friederike von Rauchhaupt (1787–1857). Das Paar hatte mehrere Kinder:
- Bruno Heinrich Wilhelm August Rudolf (1809–1870), königlicher Forstmeister, Herr auf Sagisdorf ⚭ Karoline Henriette Auguste Pauline Luise Clara von Rauchhaupt (1818–1892)[1]
- Luise Edeline (* 1810) ⚭ Heinrich von Rudorff (1793–1846), Major und Kommandeur des 1. Ulanen-Regiments, Sohn des Generalmajors Wilhelm Heinrich von Rudorff
- Eddy Emilie Henriette (1812–1864) ⚭ Ferdinand von Rohr (1805–1873), Generalleutnant[2]
- Ludwig († jung)
- Hermann († jung)